# Wipro Technologies
La Wipro Technologies, nota anche come Wipro Ltd,  è una multinazionale indiana che opera nel settore dell'ICT, con sede a Bangalore. L'azienda fornisce servizi di commercio elettronico, Sistema legacy e altri servizi di organizzazione e integrazione informatico-telematica e conta più di 300 importanti clienti nel mondo (tra questi Boeing, Cisco, Ericsson, Microsoft, Prudential, Seagate, Sony e Toshiba). I suoi principali concorrenti sono Capgemini, IBM, Accenture, Computer Associates e soprattutto la connazionale Infosys.
Azim Premji (il 36º uomo più ricco del mondo con un patrimonio di 17,1 miliardi di USD) è il principale azionista.
È quotata alla Borsa di New York.

## Storia
Fondata il 29 dicembre 1945 ad Amalner, Maharashtra, nell'India britannica, da Mohamed Premji come "Western India Vegetable Products Limited", in seguito abbreviato in "Wipro".  Inizialmente produce oli vegetali e raffinati con il nome commerciale di Kisan, Sunflower e Camel.
Nel 1966, dopo la morte di Mohamed Premji, suo figlio Azim Premji torna in India dalla Stanford University e prende la guida della società all'età di 21 anni. Durante gli anni Settanta e Ottanta sposta l'attenzione su nuove opportunità di business nel settore dell'informatica, all'epoca ancora in una fase nascente dell'India.  Il 7 giugno 1977 il nome della società è cambiato da Western India Vegetable Products Limited a Wipro Products Limited. Cinque anni più tardi, nel 1982, altro cambiamento del nome: da Wipro Products Limited a Wipro Limited.